# Музыка Chrono Cross
Chrono Cross (яп. クロノ・クロス Куроно Куросу) — японская компьютерная ролевая игра, разработанная компанией Square и вышедшая на приставке Sony PlayStation 18 ноября 1999 года в Японии и 15 августа 2000 года в Северной Америке. Является частью серии игр Chrono. Музыка ко всем играм данной серии была написана композитором Ясунори Мицудой. Саундтрек Chrono Cross был издан компанией DigiCube в 1999 году как отдельный альбом, а затем переиздан в 2005 году Square Enix. Кроме того, мини-альбом с лучшими хитами был опубликован Square вместе с релизом североамериканской версии игры. Многие песни саундтрека предыдущей игры серии — Radical Dreamers, — стали прообразом музыки Chrono Cross. Тем не менее звуковое сопровождение Radical Dreamers никогда не издавалось как отдельный альбом. Диск с аранжировками песен из Cross был анонсирован Ясунори Мицудой в 2005 году; тем не менее, его релиз несколько раз откладывался, и состоялся лишь в октябре 2015 года на двадцатую годовщину Chono Trigger. Альбом получил название To Far Away Times: Chrono Trigger & Chrono Cross Arrangement Album; он содержит аранжировки песен из оригинальных саундтреков серии и рассказывает историю принцессы Шалы и её дочери-клона Кид.

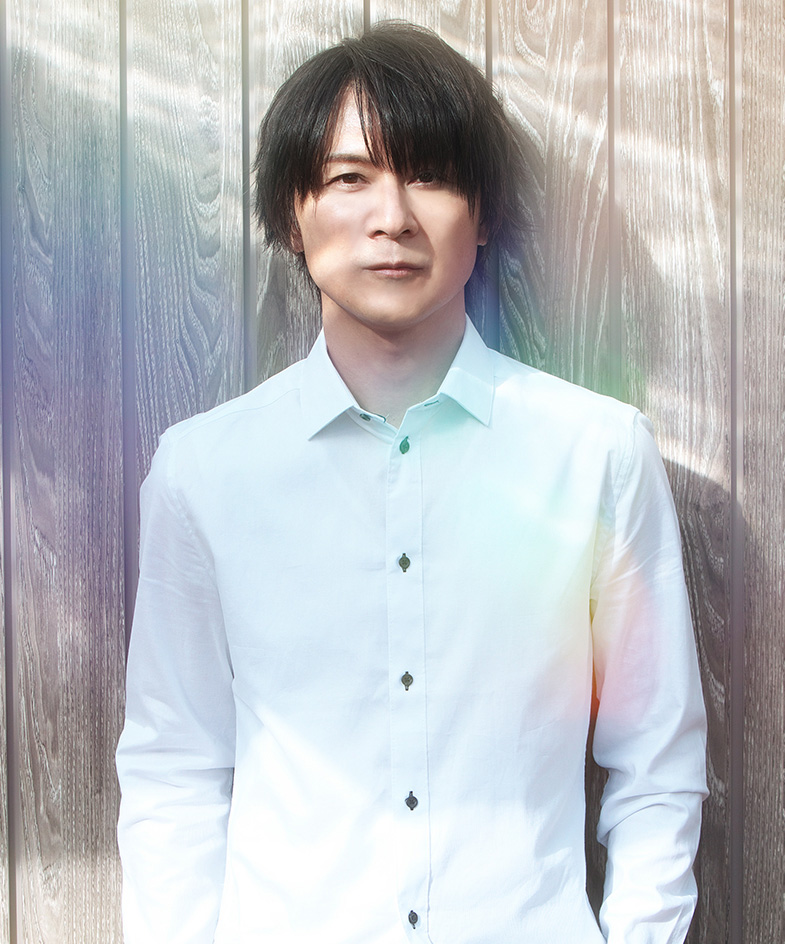
Композитор Ясунори Мицуда

Альбом с оригинальным саундтреком из игры имел большой успех, а мини-альбом с лучшими хитами не получил особенного признания. Песни из Chrono Cross исполнялись на различных концертах, таких как Play! A Video Game Symphony. Кроме того, фанаты игры сделали множество ремиксов, и лучшие из них были включены в официальные альбомы.

## Создание и разработка
Ясунори Мицуда согласился написать саундтрек к Chrono Cross после своей работы над музыкой к Chrono Trigger, известной предшественницей Cross. После беседы с Масато Като, директором игры, Мицуда решил взять за основу культурные веяния старого света, включая музыку Средиземноморья, фаду, музыку кельтов и африканские барабанные ритмы. Чтобы саундтрек вписывался в тему параллельных миров, он придал мелодиям двух миров — Родного и Иного, — фигурировавшим в игре, мажорную и минорную окраску соответственно. В конце концов, Мицуда был рад завершить хотя бы часть того, что он планировал изначально. Написание музыки заняло шесть месяцев. После завершения основной работы, Мицуда и Като попробовали поиграть в Chrono Cross, чтобы оценить свои собственные впечатления и посмотреть, как происходящие события сочетаются с саундтреком; слушая заключительную тему, Като расплакался.
Radical Dreamers, игра в жанре визуального романа, была выпущена в 1996 году как гайдэн Chrono Trigger. Она была создана, чтобы развить некоторые незавершённые сюжетные линии в предыдущей игре серии. Музыку для этой игры также создал Ясунори Мицуда. Некоторые части саундтрека содержат природные звуки, например, журчание воды или свист ветра под гитарные аккорды. Игроки могут послушать любой из треков в конце игры, получив доступ к секретному меню в дополнительном сценарии Гил: Между любовью и приключением. Саундтрек Radical Dreamers никогда не выпускался как отдельный альбом.
Некоторые музыкальные темы и мотивы были использованы в написании саундтрека к Chrono Cross по предложению Масато Като; многие из них были взяты практически без изменений, за исключением игры на других инструментах. В Chrono Cross присутствуют такие звуковые дорожки, как «Gale», «Frozen Flame», «Viper Manor», «Far Promise ~ Dream Shore» (как часть композиций «On the Beach of Dreams ~ Another World», «The Dream that Time Dreams»), «The Girl who Stole the Stars» и «Epilogue ~ Dream Shore» (как часть «Jellyfish Sea»). Другие дорожки содержат лейтмотивы и из Chrono Trigger и из Radical Dreamers.

## Альбомы

### Chrono Cross Original Soundtrack
Chrono Cross Original Soundtrack (яп. クロノ・クロス オリジナル・サウンドトラック) — альбом с оригинальной музыкой из игры Chrono Cross, написанной Ясунори Мицудой. Весь саундтрек занимает 3 компакт-диска и состоит из 67 звуковых дорожек общей длительностью почти в 3 часа. Альбом был выпущен DigiCube 18 декабря 1999 года, а затем переиздан компанией Square Enix 29 июня 2005 года.
Томохико Кира (англ. Tomohiko Kira), сыгравший несколько песен для саундтрека игры Xenogears, исполнил вступительную и заключительную темы Chrono Cross. Норико Митосэ (англ. Noriko Mitose), выбранная лично сценаристом Масато Като, спела финальную песню «Radical Dreamers ~ Unstolen Jewel ~». Масато Като, наняв Норико Митосэ, столкнулся с внутренними разногласиями:

Лично на меня самое большое давление было из-за финальной песни. С самого начала работы над проектом я планировал вставить японскую песню в финальные титры, но проблема была в том, «кто будет петь песню?». Люди из отдела PR сильно давили на меня, желая нанять кого-нибудь популярного и знаменитого, но я был против этой идеи. Как обычно, я не обращал особого внимания на замечания от других членов команды, но в этот раз борьба оказалась достаточно тяжёлой.— Масато Като
Рё Ямадзаки, программист синтезированных звуков в Square Enix, помогал Мицуде реализовать свои идеи с учётом звуковых возможностей PlayStation. Впоследствии критики описывали саундтрек как «включающий в себя самые запоминающиеся мелодии». Композиции, связанные с Родным миром в игре получили эпитеты «эмоциональные», «яркие», «энергичные», а мелодии Иного мира были охарактеризованы как более «медленные», «задумчивые», «безмятежные», чем песни другого измерения.
Саундтрек завоевал Золотой приз на конкурсе Sony PlayStation Awards 2000. Многие обозреватели очень высоко оценили музыку из игры, например, рецензент RPGFan назвал её своей самой любимой, особенно отметив вокал в песне «Radical Dreamers ~ Unstolen Jewel ~».
Сайт Square Enix Music Online поддержал эту точку зрения, назвав саундтрек «одним из лучших творений Мицуды», которое даже «превосходит музыку, написанную им для Chrono Trigger». Обозреватель Square Music Online особо выделил композиции «Scars of Time» и «Radical Dreamers» как наиболее удачные, и поставил альбому оценку 9 из 10.
IGN в своём ревью также назвал саундтрек «великолепным», который «затрагивает струны души игрока», отметив хорошее качество звука. Тем не менее обозреватель IGN добавил, что не может выделить ни одной песни, которая была бы по-настоящему запоминающейся:

…Одно из замечаний касается саундтрека к игре. В целом, он хорош, но нет ни одного трека, который можно назвать запоминающимся. В большинстве других саундтреков для выдающихся RPG можно выделить несколько композиций, которые звучат гораздо лучше других; но здесь это не так. Музыка, в целом, хорошая, за исключением, пожалуй, музыки в битве — она может показаться скучной и не слишком вдохновляющей. Тем не менее, ни один трек не может сравнится с композициями из других великих RPG, таких как Xenogears или Final Fantasy.— Дэвид Здирко, обозреватель IGN
С другой стороны, в статье о японских композиторах, пищущих музыку для компьютерных ролевых игр, IGN отмечает мелодии «Scars of Time» и «Arni Village — Home World» как одни самых лучших творений Ясунори Мицуды, называя его вторым лучшим композитором из десяти после Нобуо Уэмацу.
Треклист
| №                   | Название | Длительность |
| ------------------- | --- | ------------ |
| 1.                  | «Chrono Cross ~ Шрамы времени ~» (англ. Chrono Cross ~ Scars of Time ~, CHRONO CROSS яп. ~時の傷痕~)                            | 2:29         |
| 2.                  | «Между жизнью и смертью» (англ. Between Life and Death, яп. 死線)                                                               | 2:38         |
| 3.                  | «Деревня Арни — Родной мир» (англ. Arni Village – Home World, яп. アルニ村 ホーム)                                              | 3:23         |
| 4.                  | «Просторы времени — Родной мир» (англ. Fields of Time – Home World, яп. 時の草原 ホーム・ワールド)                              | 3:26         |
| 5.                  | «Танец ящера» (англ. Lizard Dance, яп. トカゲと踊れ)                                                                            | 2:41         |
| 6.                  | «Ностальгия ~ Воспоминания, которые невозможно стереть ~» (англ. Reminiscing ~ Uneraseable Memory ~, яп. 回想 〜消せない想い〜) | 3:25         |
| 7.                  | «На пляже сноведений — Иной мир» (англ. On the Beach of Dreams – Another World, яп. 夢の岸辺に アナザー・ワールド)              | 2:22         |
| 8.                  | «Деревня Арни — Иной мир» (англ. Arni Village – Another World, яп. アルニ村 アナザー)                                           | 3:32         |
| 9.                  | «Мимолётные воспоминания» (англ. Ephemeral Memory, яп. うたかたの想い)                                                          | 2:51         |
| 10.                 | «Потерянный фрагмент» (англ. Lost Fragment, яп. 失われた欠片)                                                                   | 3:12         |
| 11.                 | «Затонувшая долина» (англ. Drowned Valley, яп. 溺れ谷)                                                                          | 2:00         |
| 12.                 | «Термина — Иной мир» (англ. Termina – Another World, яп. テルミナ アナザー)                                                     | 2:43         |
| 13.                 | «Усопшие души» (англ. Departed Souls, яп. 去りにし者ども)                                                                       | 3:43         |
| 14.                 | «Лес иллюзий» (англ. Forest of Illusion, яп. 影切りの森)                                                                        | 3:25         |
| 15.                 | «Особняк Вайпера» (англ. Viper Manor, яп. 蛇骨館)                                                                               | 2:54         |
| 16.                 | «Победа ~ Дар весны ~» (англ. Victory ~ A Gift of Spring ~, яп. 勝利 ~春の贈り物~)                                              | 0:56         |
| 17.                 | «Дитя, потерявшееся во времени» (англ. A Child Lost in Time, яп. 時の迷い子)                                                    | 3:24         |
| 18.                 | «Галдов — Иной мир» (англ. Guldove – Another World, яп. ガルドーブ アナザー)                                                    | 3:26         |
| 19.                 | «Болота гидры» (англ. Hydra's Swamp, яп. ヒドラの沼)                                                                            | 3:10         |
| 20.                 | «Часть сновидения» (англ. Fragment of a Dream, яп. 夢のかけら)                                                                  | 1:35         |
| 21.                 | «Путешествие — Иной мир» (англ. Voyage – Another World, яп. 航海 アナザー・ワールド)                                            | 2:32         |
| 22.                 | «Корабль-призрак» (англ. Ghost Ship, яп. 幽霊船)                                                                                | 2:00         |
| 23.                 | «Вулкан смерти» (англ. Death Volcano, яп. 死炎山)                                                                               | 3:39         |
| 24.                 | «Твердыня древних драконов» (англ. Fortress of Ancient Dragons, яп. 古龍の砦)                                                   | 3:54         |
| 25.                 | «Печаль» (англ. Grief, яп. 悲愴)                                                                                                | 0:20         |
| Общая длительность: | Общая длительность: | 69:40        |

| №                   | Название | Длительность |
| ------------------- | --- | ------------ |
| 1.                  | «Начало сна» (англ. Beginning of a Dream, яп. 夢のはじまり)                                                                                   | 0:42         |
| 2.                  | «Небольшое расстояние между измерениями» (англ. A Narrow Space Between Dimensions, яп. 次元の狭間)                                            | 2:47         |
| 3.                  | «Термина — Родной мир» (англ. Termina – Home World, яп. テルミナ ホーム)                                                                      | 3:38         |
| 4.                  | «Рыцарь-дракон» (англ. Dragon Knight, яп. 龍の騎士)                                                                                           | 3:01         |
| 5.                  | «Путешествие — Родной мир» (англ. Voyage – Home World, яп. 航海 ホーム・ワールド)                                                             | 3:22         |
| 6.                  | «Галдов — Родной мир» (англ. Guldove – Home World, яп. ガルドーブ ホーム)                                                                     | 3:58         |
| 7.                  | «Марбул — Родной мир» (англ. Marbule – Home World, яп. マブーレ ホーム)                                                                       | 2:55         |
| 8.                  | «Зелбесс» (англ. Zelbess, яп. ゼルベス) | 2:42         |
| 9.                  | «Великолепная команда магов» (англ. The Splendidly Grand Magic Troupe, яп. 天晴驚愕大奇術団)                                                  | 1:31         |
| 10.                 | «Дремота» (англ. Nap, яп. まどろみ) | 0:13         |
| 11.                 | «Хрономантик» (англ. Chronomantique, яп. クロノマンティーク)                                                                                  | 3:18         |
| 12.                 | «Дилемма» (англ. Dilemma, яп. 窮地) | 2:47         |
| 13.                 | «Оптимизм» (англ. Optimism, яп. 楽天) | 2:19         |
| 14.                 | «Остров Проклятых» (англ. Isle of the Dead, яп. 亡者の島)                                                                                     | 3:11         |
| 15.                 | «Мёртвое море/Башня Геддона» (англ. Dead Sea/Tower of Destruction, яп. 死海・滅びの塔)                                                        | 3:10         |
| 16.                 | «Узники Судьбы» (англ. Prisoners of Fate, яп. 運命に囚われし者たち)                                                                           | 3:26         |
| 17.                 | «Свет для потерянных надежд» (англ. A Light for Lost Hopes, яп. あらかじめ失われし、ともしび)                                                 | 0:32         |
| 18.                 | «Остров Дракона земли» (англ. Island of the Earth Dragon, яп. 土龍の島)                                                                       | 3:16         |
| 19.                 | «Центр мира» (англ. Navel of the World, яп. 世界のへそ)                                                                                       | 2:59         |
| 20.                 | «Битва» (англ. Gale, яп. 疾風) | 2:00         |
| 21.                 | «Победа ~ Крик летом ~» (англ. Victory ~ A Cry in Summer ~, яп. 勝利 ~夏の呼び声~)                                                            | 0:53         |
| 22.                 | «Марбул — Иной мир» (англ. Marbule – Another World, яп. マブーレ アナザー)                                                                    | 3:00         |
| 23.                 | «Магия фей» (англ. Magic from the Fairies, яп. 妖精のくれた魔法)                                                                              | 0:13         |
| 24.                 | «Этюд № 1» (англ. Etude 1, яп. エチュード1)                                                                                                   | 0:12         |
| 25.                 | «Этюд № 2» (англ. Etude 2, яп. エチュード2)                                                                                                   | 0:14         |
| 26.                 | «Магические мечтатели ~ Ветер, звёзды и волны ~» (англ. Magical Dreamers ~ The Wind, Stars, and Waves ~, яп. MAGICAL DREAMERS ~風と星と波と~) | 2:02         |
| Общая длительность: | Общая длительность: | 58:21        |

| №                   | Название | Длительность |
| ------------------- | --- | ------------ |
| 1.                  | «Божественный сад» (англ. Garden of God, яп. 神の庭) | 2:45         |
| 2.                  | «Хронополис» (англ. Chronopolis, яп. クロノポリス) | 4:12         |
| 3.                  | «Судьба ~ Бог неизбежности ~» (англ. Fate ~ The God of Destiny ~, яп. FATES ~運命の神~)                                                                     | 3:10         |
| 4.                  | «Море медуз» (англ. Jellyfish Sea, яп. 海月海) | 2:55         |
| 5.                  | «Горящий приют» (англ. Burning Orphanage, яп. 炎の孤児院)                                                                                                   | 2:44         |
| 6.                  | «Девочка, укравшая звёзды» (англ. The Girl Who Stole the Stars, яп. 星を盗んだ少女)                                                                         | 3:48         |
| 7.                  | «Сон, который видит время» (англ. The Dream that Time Dreams, яп. 時のみる夢)                                                                               | 4:01         |
| 8.                  | «Молитва дракона» (англ. Dragon's Prayer, яп. 龍の祈り) | 5:57         |
| 9.                  | «Башня Терра» (англ. Terra Tower, яп. 星の塔) | 2:26         |
| 10.                 | «Замёрзшее пламя» (англ. Frozen Flame, яп. 凍てついた炎) | 2:54         |
| 11.                 | «Бог драконов» (англ. Dragon God, яп. 龍神) | 3:21         |
| 12.                 | «Тёмные области времени» (англ. Dark Realms of Time, яп. 時の闇にて)                                                                                        | 0:42         |
| 13.                 | «Жизнь ~ Давнее обещание ~» (англ. Life ~ A Distant Promise ~, яп. 生命 ~遠い約束~)                                                                         | 6:32         |
| 14.                 | «Ностальгия ~ Воспоминания, которые невозможно стереть ~» (англ. Reminiscing ~ Uneraseable Memory ~, яп. 回想 〜消せない想い〜)                             | 1:39         |
| 15.                 | «Радикальные мечтатели ~ Драгоценный камень, который невозможно украсть ~» (англ. Radical Dreamers ~ Unstolen Jewel ~, яп. RADICAL DREAMERS ~盗めない宝石~) | 4:25         |
| 16.                 | «Часть сна» (англ. Fragment of a Dream, яп. 夢のかけら) | 2:00         |
| Общая длительность: | Общая длительность: | 53:31        |

### Chrono Cross Music Selection
Chrono Cross Music Selection — это мини-альбом, содержащий в себе избранные мелодии саундтрека к Chrono Cross, который был издан только в Северной Америке в качестве бонуса для фанатов игры, заранее заказавших игру. Релиз этого диска, содержащего всего пять треков, состоялся 15 августа 2000 года. Его длительность составила 15 минут 47 секунд. Хотя выпуск альбома сопровождался слухами о том, что скоро в Северной Америке появится и полная версия саундтрека Chrono Cross, компания Square Enix так и не издала Chrono Cross OST ни в одной стране, кроме Японии.
Обозреватель RPGFan хорошо отозвался об альбоме, назвав композицию «The Girl Who Stole the Star» лучшей среди всех остальных, но заметил, что этот диск не полностью оправдал его ожидания:

… Многие были разочарованы, когда узнали, что на диске будет всего 5 треков, так как надеялись на большее. <…> На мой взгляд, самое большое разочарование заключается в том, что в альбом не включили финальную тему <, исполненную Норико Митосэ>.— Патрик Ганн, обозреватель RPGFan
Рецензент также добавил, что нет большой необходимости покупать этот альбом, так как проще получить полную версию саундтрека. Рецензент Soundtrack Central дал диску более негативную характеристику:

…Я ожидал 70 минут отличной музыки из игры. Но когда я увидел треклист, то был шокирован. 5 треков, общей длительностью всего 20 минут. Что?! В сравнении с оригинальным релизом, состоящим из трёх дисков, этот альбом — просто шутка. Square использовала его как дешёвый пиар работ Мицуды. <…> Сделайте себе одолжение, и найдите полную оригинальную версию. Вы будете гораздо счастливее.— Брэд Стэблер, обозреватель Soundtrack Central
Лучшей песней альбома, по мнению рецензента, является «Chrono Cross ~ Scars of Time ~».
| №                   | Название | Длительность |
| ------------------- | --- | ------------ |
| 1.                  | «Chrono Cross ~ Шрамы времени ~» (англ. Chrono Cross ~ Scars of Time ~, яп. CHRONO CROSS ~ 時の傷痕 ~)                                      | 2:30         |
| 2.                  | «Изгиб времени» (англ. The Bend of Time) | 2:47         |
| 3.                  | «Хрономантик» (англ. Chronomantique, яп. クロノマンティーク)                                                                                | 3:17         |
| 4.                  | «Магические мечтатели ~ Ветер, звёзды и волны ~» (англ. Magical Dreamers ~ Wind, Stars, and Waves ~, яп. MAGICAL DREAMERS ~ 風と星と波と ~) | 3:33         |
| 5.                  | «Девочка, укравшая звёзды» (англ. The Girl who Stole the Stars, яп. 星を盗んだ少女)                                                         | 3:44         |
| Общая длительность: | Общая длительность: | 15:47        |

### To Far Away Times: Chrono Trigger & Chrono Cross Arrangement Album
В 2005 году Ясунори Мицуда начал запись нового альбома с музыкой Chrono Cross, выход которого планировался на июль того же года. Однако релиз так и не состоялся; в октябрьском интервью Мицуда сказал, что занимается большим проектом совместно с другими композиторами, и не хочет спешить с выпуском нового альбома, так как работа над несколькими проектами сразу для него неприемлема.
На концерте Play! A Video Game Symphony в мае 2006 года Мицуда сообщил, что диск будет содержать акустическую музыку и увидит свет «в течение года». Несколько месяцев спустя в этом же году он вновь отложил релиз, перенеся его на 2007 год. Тем не менее выход альбома так и не состоялся. Впоследствии Мицуда опубликовал в интернете образец одной из композиций, которая войдёт на новый альбом. Обозреватель RPGFan сравнил диск с игрой Duke Nukem Forever, выход которой «переносился, отменялся и задерживался столько раз, что многие уже потеряли надежду когда-нибудь увидеть её». Официальная дата релиза так и не была названа, но Ясунори Мицуда несколько раз говорил в интервью, что он диск увидит свет на десятую годовщину выпуска игры. Композитор уверял фанатов, что его творение «практически закончено», но вряд ли выйдет до конца 2009 года.
Однако прошло ещё шесть лет, и лишь в июле 2015 года на концерте в Токио Доум, посвящённому двадцатилетию Chrono Trigger, Мицуда официально анонсировал альбом с аранжированной музыкой серии; он получил название To Far Away Times: Chrono Trigger & Chrono Cross Arrangement Album. Релиз состоялся 14 октября 2015 года на лейбле Square Enix Music. В альбоме параллельно рассказываются истории двух героинь серии: принцессы Шалы и её дочери-клона по имени Кид. Шала была неигровым персонажем Chrono Trigger; по сюжету, её отбросило во Тьму вне времён, где девушка начала медленно сливаться с Лавосом, антагонистом игры. В Chrono Cross Шала создаёт Кид, собственного клона, и отправляет её назад во времени, дабы предотвратить катаклизм. В заметках к альбому Ясунори Мицуда охарактеризовал своё творение следующим образом:

Если подумать, я долгое время хотел выпустить подобный альбом. […] Когда состоялся релиз Chrono Cross, я задавал себе вопрос: «Что же случилось с Кид и Шалой в дальнейшем? Смогла ли она перенестись во времени и встретиться с Сержем?». Уверен, что игроки также думали об этом. Персонажи, каждый со своей уникальной историей, — это то, что делает серию Chrono особенной. Кид и Шала, однако, были особыми героинями в обеих играх; особенными они были и для меня. Потому долгое время я хотел раскрыть их с музыкальной точки зрения. […] Этот альбом […] стал для меня завершением. Однако история Кид не заканчивается здесь: оно выходит за границы времени и длится вечно. До новых встреч, Кид.— Ясунори Мицуда
Альбом получил положительные отзывы критиков. Обозреватель RPGFan пишет, что композиция «Time’s Scar», которой композитор придал звучание в стиле Джимми Пейджа и Роберта Планта, является отличной прелюдией для сказочного путешествия. Он отдельно отметил музыкальные партии пианистки Куми Таниоки, которая, по мнению журналиста, продемонстрировала «замечательные навыки импровизации». Положительной оценки удостоилась и работа композитора Лауры Шигихары, которая ранее писала саундтрек Plants vs. Zombies. Лаура не только занималась аранжировкой, но и исполняла партии принцессы Шалы; журналист посчитал её голос «идеально подходящим» для этой роли. «Шигихара даже изобрела псевдоязык для композиции „Schala’s Theme“. […] Она выражает самые потаённые мысли принцессы, но мы можем лишь гадать, что эти слова значат на самом деле… хотя в них, определённо, есть смысл», — восхищается обозреватель. Он заключает, что To Far Away Times — замечательный альбом, но всё же хотелось бы услышать аранжировку других песен оригинального саундтрека Chrono Cross. «Я рассчитываю на вас, Мицуда-сан», — так завершается обзор. Рецензент Original Sound Version также похвалил альбом. Он особенно отметил композиции «Wind Scene», от которой «просто захватывает дух», и «Corridors of Time», вокал в которой придаёт песне кельтское звучание, особенно подходящее Фрогу. В резюме в обзору, журналист отмечает, что хотя альбом всё-таки мог бы быть подлиннее, работа Ясунори Мицуды достойна уважения.
| №                   | Название | Длительность |
| ------------------- | --- | ------------ |
| 1.                  | «Time's Scar (яп. 時の傷痕 ～ハジマリノ 鼓動～)» (Аранжировка: Томохико Кира / Вокал: Коко Коминэ)                                                 | 4:47         |
| 2.                  | «RADICAL DREAMERS» (Аранжировка: Сатико Мияно / Вокал: Сара Элейнн)                                                                                | 5:31         |
| 3.                  | «Wind Scene (яп. 風の憧憬)» (Аранжировка: Куми Таниока и Сатико Мияно)                                                                             | 4:28         |
| 4.                  | «Schala's Theme (яп. サラのテーマ)» (Аранжировка: Ясунори Мицуда и Лаура Шигихара / Вокал: Лаура Шигихара)                                         | 4:07         |
| 5.                  | «The Frozen Flame (яп. 凍てついた炎)» (Аранжировка: Нацуми Камэока)                                                                                | 3:21         |
| 6.                  | «Marbule (яп. マブーレ)» (Сочинение и аранжировка: Ясунори Мицуда)                                                                                 | 4:01         |
| 7.                  | «The Bend of Time (яп. 次元の狭間)» (Аранжировка: Нацуми Камэока)                                                                                  | 3:35         |
| 8.                  | «Corridors of Time (яп. 時の回廊)» (Аранжировка: Ясунори Мицуда и Лаура Шигихара / Вокал: Лаура Шигихара)                                          | 3:54         |
| 9.                  | «On The Other Side Epilogue~To Good Friends (яп. エピローグ～親しき仲間へ)» (Аранжировка: Kazune Ogihara и Лаура Шигихара / Вокал: Лаура Шигихара) | 4:12         |
| 10.                 | «To Far Away Times (яп. ハルカナルトキノカナタヘ)» (Аранжировка: Сатико Мияно / Вокал: Сара Элейнн)                                                | 4:36         |
| Общая длительность: | Общая длительность: | 42:32        |

## Признание и охват

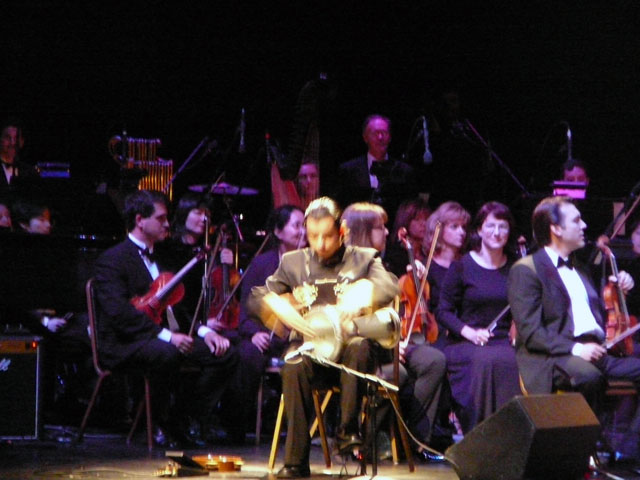
Баррак, Рони исполняет одну из мелодий саундтрека Chrono Cross на концерте Play!

Ясунори Мицуда лично сделал аранжировку музыки из Chrono Cross для исполнения на концертах Play! A Video Game Symphony в 2006 году. Песни из игры исполнялись и на других концертах, таких как Video Games Live, а также оркестром Eminence Orchestra. Исполнение музыки из Trigger и Cross составила четвёртую часть от всех концертах Symphonic Fantasies в Лейпциге в сентябре 2009 года, на которых играли создатели Symphonic Game Music Concert под дирижированием Эрни Рота (англ. Arnie Roth). На выступлениях были сыграны такие композиции, как «Gale» и «Prisoners of Fate». На выступлениях Press Start -Symphony of Games- 2008 в Токио и Шанхае также исполнялись мелодии из Chrono Trigger и Cross. Procyon Studio опубликовала версии звуковых дорожек из Chrono Cross, аранжированных для одной и двух гитар.
Многие фанаты создали ремиксы мелодий Chrono Cross, которые попали на несколько альбомов. В их числе официальный альбом Time & Space – A Tribute to Yasunori Mitsuda, выпущенный OneUp Studios 7 октября 2001 года и содержащий 18 ремиксов общей длительностью 1 час 58 секунд; вторая версия альбома увидела свет 17 июня 2003 года. Не менее популярным оказался сборник Radical Dreamers: Thieves of Fate, неофициальный альбом, доступный только для скачивания из интернета, выпущенный командой веб-сайта OverClocked ReMix 5 января 2008 года. Этот сборник содержит 15 ремиксов на песни из саундтрека Radical Dreamers, включая те мелодии, которые впоследствии появились в Cross. Лучшие кавер-версии также появлялись на японских альбомах с ремиксами, а также на англоязычных веб-сайтах соответствующей тематики, таких как OverClocked Remix.
В одном из интервью Ясунори Мицуда отметил, что некоторые ремиксы его композиций действительно очень красивые, и он рад, что его работа вдохновляет фанатов на создание подобных мелодий.